# Klaus Rohde

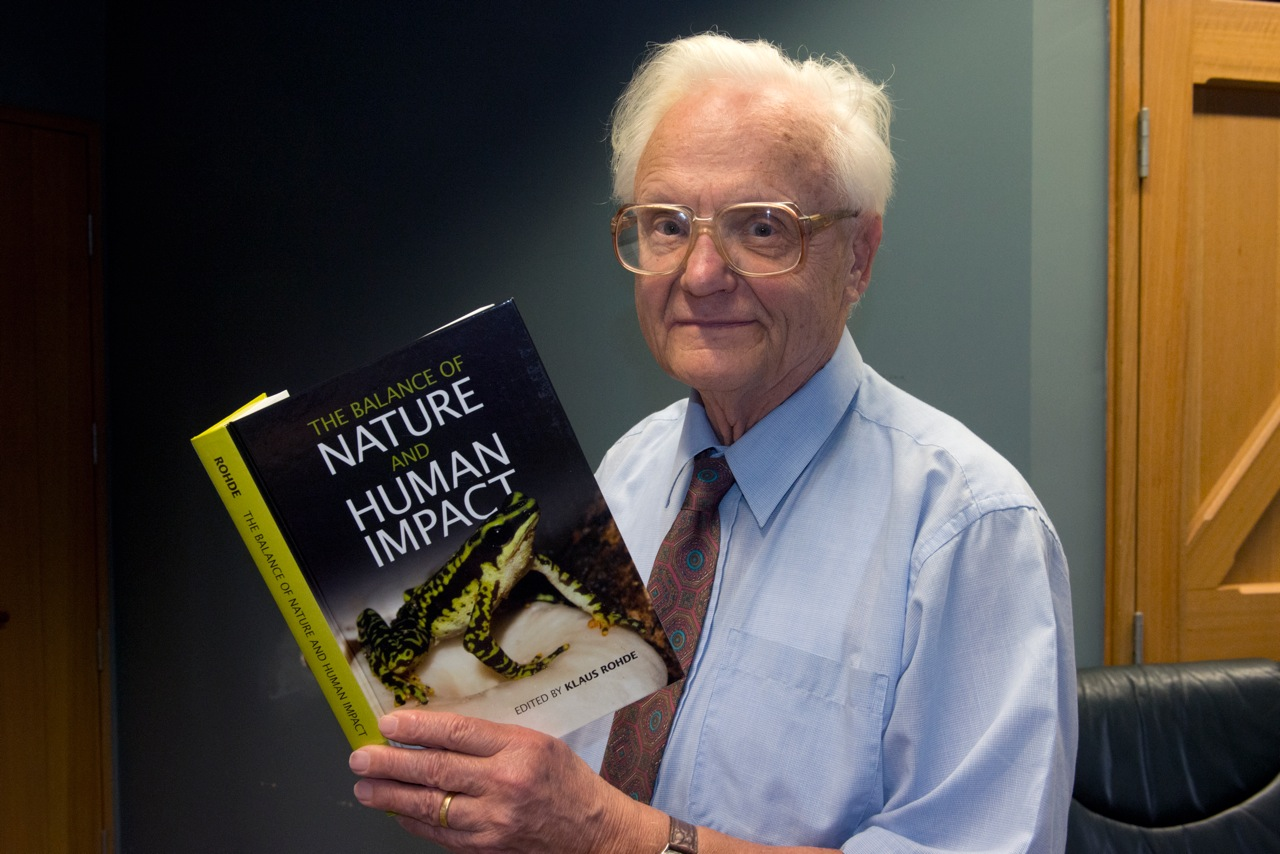
Klaus Rohde (2013)

Klaus Rohde (* 1932 in Brandenburg an der Havel) ist ein deutscher Biologe an der University of New England (Australien) (UNE). Er arbeitet im Bereich der Meeresparasitologie, evolutionären Ökologie und Zoogeographie sowie der Ultrastruktur und Phylogenie niederer Wirbelloser.

## Leben
Klaus Rohde studierte von 1950 bis 1952 Zoologie, Botanik, Physik und Physikalische Chemie an der Universität Potsdam, und nach seiner Übersiedlung aus der DDR in die Bundesrepublik Deutschland von 1953 bis 1956 an der Universität Münster. Dort wurde er 1956 mit einer Arbeit über das Verhalten und die Physiologie von Paramecium zum Dr. rer. nat. promoviert.
Von 1957 bis 1959 entwickelte er für die Asta-Werke AG in Brackwede (Westfalen), eine chemische Fabrik mit der Marke ASTA, Tests für das Screening von Anthelminthica (Filariasis, Hakenwürmer, Cysticercus).
Von 1960 bis 1967 hatte Rohde eine Dozentenstelle an der Universität Malaya in Kuala Lumpur, in deren Rahmen er über die Taxonomie, Lebenszyklen und Feinstruktur von Trematoden und Monogenea forschte und Bachelor- und Master-Kandidaten sowie Doktoranden beaufsichtigte. In dieser Zeit nahm er auch an Expeditionen in verschiedene Teile Malaysias teil und bereiste viele Länder in Ost-, Südost-, Süd- und Ostasien und Amerika.
1967 erwarb Rohde ein Habilitandenstipendium an der Ruhr-Universität Bochum und habilitierte dort 1970 mit einer Arbeit über die Morphologie, Lebenszyklen und Ultrastruktur der Aspidogastrea-Art Multicotyle purvisi.
1970 nahm Rohde ein zweijähriges Forschungsstipendium an der University of Queensland in Australien an, um Forschungen über die Taxonomie, Ökologie, Lebenszyklen und Ultrastruktur von Lobatostoma manteri (Aspidogastrea) und verschiedene Monogenea durchzuführen. Im Rahmen seiner Arbeiten besuchte er mehrmals das Great Barrier Reef. 1972 war er Dozent für Zoologie an der Universität Khartum im Sudan.
Von 1973 bis 1976 leitete Rohde die Heron-Island-Forschungsstation im Great Barrier Reef, wo er über die Taxonomie und Ökologie von Monogenea und Aspidogastrea forschte. 1975 verlieh ihm die University of Queensland für seine parasitologischen und zoologischen Forschungen einen zweiten Doktortitel (DSc). 1976 erhielt er eine Dozentenstelle an der University of New England (Australien). Bald darauf wurde er zum Associate Professor und dann zum Lehrstuhlinhaber ernannt.
Auch nach seiner 2001 erfolgten Emeritierung setzt Rohde seine wissenschaftlichen Arbeiten fort und verfasst Fachartikel und Bücher. Zusammen mit dem theoretischen Physiker Dietrich Stauffer arbeitete er an einer Anwendung mathematischer Modelle bei der Untersuchung latitudinaler Gradienten im Artenreichtum und der Nischenweite.

## Forschungsschwerpunkte
Rohdes Forschungsschwerpunkte sind die Feinstruktur, Ökologie, Zoogeographie, Parasitologie und Phylogenie von Invertebraten, insbesondere der Aspidogastrea, Monogenea, Amphilinidea und allgemeine Aspekte der Ökologie (Nischentheorie, Konkurrenz) und Zoogeographie (Breitengradienten). Zusammen mit Tim Littlewood am Natural History Museum in London, Nikki Watson an der UNE und anderen untersuchte er die Phylogenie der Plattwürmer (Platyhelminthen) und anderer Wirbelloser mittels Elektronenmikroskopie und anhand von Lebenszyklus- und DNA-Daten.
Seine wichtigsten wissenschaftlichen Beiträge liegen in den folgenden Themengebieten:
- Meeresparasitologie (inkl. Meeresparasiten des Menschen).
- Breitengradienten im Artenreichtum (hypothesis of effective evolutionary time).
- Nischentheorie (Freie Nischen, Befruchtungstheorie der Nischenbegrenzung).
- Phylogenie der Plattwürmer und anderer Wirbelloser mittels Elektronenmikroskopie und DNA.
- Ultrastruktur der Spermatogenese, Protonephridien, Sinnesrezeptoren der Plattwürmer.
- Taxonomie insbesondere der Trematoden und Monogenea (zahlreiche neue Arten, 11 neue Gattungen, 2 neue Subfamilien, für eine neue Gattung wurde inzwischen eine neue Familie errichtet)[2].
- Lebenszyklen der Aspidogastrea und Amphilinidea.

Rohde legte als erster quantitative Nachweise für den enormen Artenreichtum von Meeresparasiten in tropischen (Korallenriff-)Gewässern und für unterschiedliche Breitengradienten von Endo- und Ektoparasiten vor. Seine Hypothese der effektiven evolutionären Zeit war ein wichtiger Anreiz für die Entwicklung der Stoffwechseltheorie der Ökologie. Seine Arbeiten über die Phylogenie der Plattwürmer erbrachten Hinweise darauf, dass sich die Neodermata (Hauptgruppen der parasitischen Plattwürmer) bereits früh von den Strudelwürmern (Turbellarien) abgespalten haben. Sein Nachweis der großen Zahl und Diversität von Sinnesrezeptoren unter den Plattwürmern und der großen Komplexität des Nervensystems bei einigen parasitischen Plattwürmern machte deutlich, dass Sacculinisierung (Reduzierung der Komplexität) bei Parasiten kein generelles Phänomen ist. Rohdes Arbeiten über die Ökologie von Meeresparasiten zeigten, dass die meisten Parasiten in weitgehend ungesättigten Nischenräumen leben, d. h. die meisten Nischen sind leer. Von diesen Befunden ausgehend wies er nach, dass Gleichgewichtsbedingungen von Tiergemeinschaften in der Natur eher die Ausnahme und nicht die Regel sind.

## Auszeichnungen
- Clarke-Medaille der Royal Society of New South Wales (1996, Zoologie).
- Inaugurale Auszeichnung für hervorragende wissenschaftliche Arbeit des Vice-Chancellor, UNE (1996).[3]
- Fellow (erwähltes Mitglied) verschiedener wissenschaftlicher Gesellschaften und Institutionen, zum Beispiel der Australian Society for Parasitology.[3]
- Klaus Rohde wurde für seine taxonomischen Arbeiten durch viele nach ihm benannte Gattungen und Arten sowie eine Unterfamilie geehrt.[4]

## Publikationen
Rohde hat etwa 400 wissenschaftliche Arbeiten in Fachzeitschriften und Buchkapitel sowie mehrere Bücher veröffentlicht.
Lehrbücher und Monographien
- Klaus Rohde: Ecology of Marine Parasites 2. Auflage. CAB International, Wallingford, Oxon, U.K. 1993, ISBN 0-85198-845-8.
- Klaus Rohde: Nonequilibrium Ecology. Cambridge University Press, Cambridge, U.K. 2005, ISBN 0-521-67455-7.
- Klaus Rohde (Hrsg.): Marine Parasitology. CSIRO Publ. und CAB International, Melbourne und Wallingford, Oxon, U.K. 2005, ISBN 1-84593-053-3.
- Klaus Rohde (Hrsg.): The Balance of Nature and Human Impact. Cambridge University Press, Cambridge, U.K. 2013, ISBN 978-1-107-01961-4.

Die erste Auflage der Ecology of Marine Parasites, University of Queensland Press 1982, wurde ins Malaiisch-Indonesische übersetzt: Ekologi Parasit Laut, Dewan Bahasa dan Pustaka, Kuala Lumpur, 1991.
Beiträge in Fachzeitschriften und Buchkapiteln (Auswahl)
- Sense receptors of Multicotyle purvisi Dawes (Trematoda, Aspidobothria). In: Nature. Band 211, 1966, S. 820–822.
- The Aspidogastrea, especially Multicotyle purvisi Dawes, 1941. In: Advances in Parasitology. Band 10, 1972, S. 77–151.
- Fine structure of the Monogenea, especially Polystomoides. In: Advances in Parasitology. Band 13, 1975, S. 1–33.
- Species diversity of parasites on the Great Barrier Reef. In: Zeitschrift für Parasitenkunde. Band 50, 1976, S. 93–94.
- A non-competitive mechanism responsible for restricting niches. In: Zoologischer Anzeiger. Band 199, 1977, S. 164–172.
- Latitudinal differences in species diversity and their causes. I. A review of the hypotheses explaining the gradients. In: Biologisches Zentralblatt. Band 97, 1978, S. 393–403.
- Latitudinal gradients in species diversity and their causes. II. Marine parasitological evidence for a time hypothesis. In: Biologisches Zentralblatt. Band 97, 1978, S. 405–418.
- A critical evaluation of intrinsic and extrinsic factors responsible for niche restriction in parasites. In: American Naturalist. Band 114, 1979, S. 648–671.
- Helminth Diseases of Marine Fishes. In: O. Kinne (Hrsg.): Diseases of Marine Animals. vol. IV, Biol. Anst. Helgoland, 1984, S. 193–320, 435–501.
- Intra- and interspecific interactions in low density populations in resource-rich habitats. In: Oikos. Band 60, 1991, S. 91–104.
- Latitudinal gradients in species diversity: the search for the primary cause. In: Oikos. Band 65, 1992, S. 514–527.
- mit M. Heap und D. Heap: Rapoport’s rule does not apply to marine teleosts and cannot explain latitudinal gradients in species richness. In: American Naturalist. Band 142, 1993, S. 1–16.
- The minor groups of parasitic Platyhelminthes. In: Advances in Parasitology. Band 33, 1994, S. 145–234.
- Niche restriction in parasites: proximate and ultimate causes. In: Parasitology. Band 109, 1994, S. S69–S84.
- The origins of parasitism in the Platyhelminthes: a summary interpreted on the basis of recent literature. In: International Journal for Parasitology. Band 27, 1997, S. 739–746.
- mit M. Heap: Latitudinal differences in species and community richness and in community structure of metazoan endo- and ectoparasites of marine teleost fish. In: International Journal for Parasitology. Band 28, 1998, S. 461–474.
- mit D. T. J. Littlewood und K. A. Clough: The interrelationships of all major groups of Platyhelminthes – phylogenetic evidence from morphology and molecules. In: Biological Journal of the Linnean Society. Band 66, 1999, S. 75–114.
- mit D. T. J. Littlewood, R A Bray und E A Herniou: Phylogeny of the Platyhelminthes and the evolution of parasitism. In: Biological Journal of the Linnean Society. Band 68, 1999, S. 257–287.
- mit I. D. Whittington und L. A. Chisholm: The larvae of Monogenea (Platyhelminthes). In: Advances in Parasitology. Band 44, 1999, S. 139–232.
- The Aspidogastrea, an archaic group of Platyhelminthes. In: D. T. J. Littlewood, R. A. Bray (Hrsg.): Interrelationships of the Platyhelminthes. Taylor & Francis, London / New York 2001, S. 159–167.
- Protonephridia as phylogenetic characters. In: D. T. J. Littlewood, R. A. Bray (Hrsg.): Interrelationships of the Platyhelminthes. Taylor & Francis, London / New York 2001, S. 203–216.
- mit N. J. Gotelli: Co-occurrence of ectoparasites of marine fishes: null model analysis. In: Ecology Letters. Band 5, 2002, S. 86–94.
- Ecology and biogeography of marine parasites. In: Advances in Marine Biology. Band 43, 2002, S. 1–86.
- mit D. Stauffer: Simulation of geographical trends in Chowdhury ecosystem model. In: Advances in Complex Systems. Band 8, 2006, S. 451–464.
- mit P. P. Rohde: How to measure host specificity. In: Vie et Milieu. (Life and Environment) Band 58, 2008, S. 121–124.
- Marine parasite diversity and environmental gradients. In: S. Morand, B. Krasnov (Hrsg.): The Biogeography of Host-Parasite Interactions. Oxford University Press, 2010, S. 73–88.